# Geschichte der Mongolei
|  | Dieser Artikel oder Abschnitt wurde wegen inhaltlicher Mängel auf der Qualitätssicherungsseite der Redaktion Geschichte eingetragen (dort auch Hinweise zur Abarbeitung dieses Wartungsbausteins). Dies geschieht, um die Qualität der Artikel im Themengebiet Geschichte auf ein akzeptables Niveau zu bringen. Dabei werden Artikel gelöscht, die nicht signifikant verbessert werden können. Bitte hilf mit, die Mängel dieses Artikels zu beseitigen, und beteilige dich bitte an der Diskussion! |

Die Geschichte der Mongolei umfasst die Entwicklungen auf dem Gebiet des heutigen Mongolischen Staates von der Urgeschichte bis zur Gegenwart. Das Territorium der heutigen Mongolei wurde seit jeher von Nomaden beherrscht, die zeitweise, wie die Xiongnu oder die Xianbei, Reiche gründeten. 1190 gelang es Dschingis Khan, die Mongolen zu einen und in Folge das riesige Mongolische Reich zu errichten. Die Mongolen übernahmen die Herrschaft in China, wo sie die Yuan-Dynastie etablierten. Nach dem Zerfall ihres Reiches 1262 lebten die meisten Mongolen wieder nomadisch, verschiedene Nachfolgestaaten existierten bis ins 16. Jahrhundert. Zur selben Zeit kam das Land unter den Einfluss des Buddhismus, etwas später wurde der Großteil der Mongolei durch die Qing-Dynastie beherrscht. Nach deren Zusammenbruch lehnte sich die Mongolei stark an Russland bzw. die Sowjetunion an. 1911 erlangte sie die Unabhängigkeit und 1924 wurde die Mongolische Volksrepublik ausgerufen, die politisch, militärisch und wirtschaftlich von der Sowjetunion abhängig war. In Folge der Veränderungen in Osteuropa wurde 1992 eine neue Verfassung angenommen und die parlamentarische Demokratie eingeführt.

## Zeitliche Abschnitte

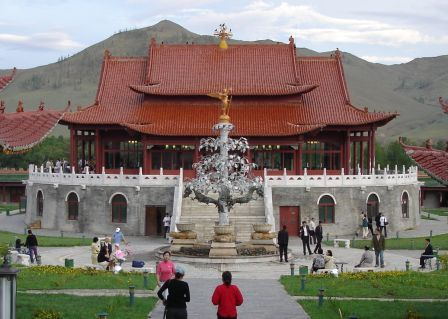
Silberbaum in Karakorum, Nachbildung, 2008

In der Geschichte der Mongolei werden folgende Zeitabschnitte unterschieden:
- Vor- und Frühgeschichte (bis ins 11. Jh.)
- Einigung der Stämme und Eroberung eines Weltreichs (12.–14. Jh.)
- Die Dunkle Epoche (1368–1636)
- Die Mongolen unter der Qing-Dynastie (1637–1911)
- Autonomiebestrebungen und Mongolische Volksrepublik (ab 1911)
- Wende zur Demokratie und zum Kapitalismus (ab 1990)

In der Antike war die Mongolei aufgrund des unwirtlichen Klimas fast ausschließlich von nomadischen Hirtenvölkern besiedelt; im weiten Land existierten nur sporadisch kleinere Städte der Samojeden, Uiguren sowie einige unter chinesischem Einfluss.
Während dieser Zeit kam es bereits mehrfach zu Angriffen einzelner Stämme auf China oder die westlich gelegene Seidenstraße durch Zentralasien.

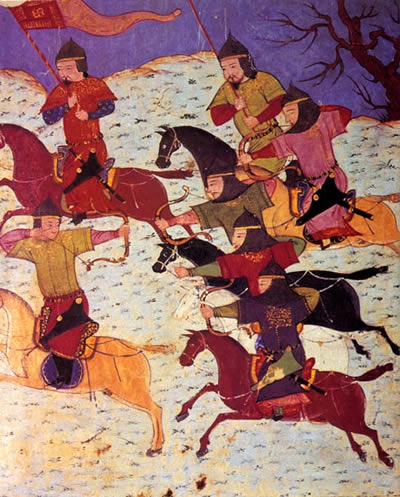
Berittene Bogenschützen der Mongolen
aus der Universalgeschichte von Raschid ad-Din

Im Mittelalter gelang es Dschingis Khan (1155–1227), die mongolischen Stämme in einem Staat zu vereinen und mit Hilfe überlegener Kriegführung für Jahrhunderte ein Weltreich zu errichten, das auf seinem Höhepunkt von Mitteleuropa bis in den Fernen Osten reichte. Es stellte das größte zusammenhängende Reich der Geschichte dar; in seinem Inneren herrschte die Pax Mongolica. Dschingis Khans Enkel Kublai Khan († 1294 in Peking) errichtete die Yuan-Dynastie in China und übertrug buddhistischen Mönchen die Verwaltung von Tibet.
Das Ende der Yuan-Dynastie 1368 markierte den Beginn der "Dunklen Epoche": Die Mongolen waren häufig zerstritten und schwach. Im Osten bestand das eigentliche Mongolische Khanat – geschwächt – fort und wird heute als Herrschaftsgebiet zumeist Nördliche Yuan genannt. Im Westen wurde 1368 der Stammesbund Dörben Oirat gegründet und 1640 das Dsungarische Khanat. Im 18. Jahrhundert dehnten sich das China der Qing-Dynastie und Russland in der Mongolei aus.
Nach dem Zusammenbruch Chinas 1911 erklärte sich die Mongolei für unabhängig, allerdings dauerte es (trotz russischer Hilfe) bis 1921, die chinesischen Truppen endgültig aus dem Land zu vertreiben. 1924 wurde die Mongolische Volksrepublik als zweiter sozialistischer Staat der Geschichte proklamiert, in der Folge wurde das Land ein Satellitenstaat der UdSSR.
Unter dem Eindruck der Veränderungen in Osteuropa entstand 1990 auch in der Mongolei eine Demokratiebewegung, eine neue Verfassung wurde verabschiedet und 1992 fanden freie Wahlen statt. Von 1990 bis 1996 regierten die Mongolische Revolutionäre Volkspartei (MRVP) das Land, dann die liberalere „Demokratische Partei“ bis 2000. Seit der Parlamentswahl 2004 gibt es eine Große Koalition der MRVP mit einem Bündnis demokratischer Parteien.

## Völker, Natur und Nachbarn
Im Laufe der Zeit wurde die mongolische Hochebene von verschiedenen bedeutenden Stämmen wie den Xiongnu, Kök-Türken und den Mongolen beherrscht.

### Stammeskonföderationen
Historiker bemühen sich nun, die zahlreichen asiatischen Nomadenstämme nach gewissen sprachlichen, kulturellen und historischen Gesichtspunkten in Gruppen zu ordnen. Man unterscheidet sie so mehr oder minder begründet nach indogermanischer, hunnischer, türkischer, mongolischer, tibetischer oder tungusischer Herkunft.
Folgende Stammeskonföderationen werden demnach als Herren der mongolischen Hochebene verzeichnet, die zum Teil gleichzeitig auch in China regierten.
1. Xiongnu 3. Jh. v. Chr. – 1. Jh.
2. Xianbei 1. Jh. – 4. Jh.
3. Rouran 4. Jh. – 6. Jh.
4. Kök-Türken 6. Jh. – 8. Jh.
5. Uiguren 8. Jh. – 9. Jh.
6. Kirgisen 9. Jh. – 10. Jh.
7. Kitan (vgl. Liao-Dynastie) 10. Jh. – 12. Jh.
8. Mongolen (vgl. Yuan-Dynastie) 12. Jh. – 17. Jh.
9. Mandschu (vgl. Qing-Dynastie) 17. Jh. – 20. Jh.

Das Prinzip der Bildung einer Stammeskonföderation war immer das gleiche. Ein Fürst scharte Anhänger unterschiedlicher Herkunft um sich und versuchte so, seine eigenen Sippen besser unter Kontrolle zu bringen. Diese Leute legten sich Adelstitel zu und verfügten bald über eine eigene Dienerschaft und eigene Hirten. Der Fürst begann dann mit ihrer Hilfe die Nachbarstämme anzugreifen und auszubeuten, bis er auf zu viel Widerstand traf.
Dabei ist zwischen der direkten Gefolgschaft eines Stammes-Häuptlings (Khan) und dem von diesen Leuten abhängigen „Volk“ zu unterscheiden. Wurde die direkte Gefolgschaft des Khans besiegt, so lösten sich diese Stammes-Herrschaften auf. Der Name des herrschenden Stammes war aber oft auf sämtliche vereinigte Stämme übertragen worden, auch wenn die Machthaber in den Wirren der Geschichte verschwanden.

### Religion
Die Nomaden der mongolischen Hochebene hingen meist dem Tengrismus an. Erst im 16. Jahrhundert konnte der tibetische Buddhismus unter Altan Khan und seinen Verwandten seinen Siegeszug antreten – auch wenn es vorher bereits vielfältige religiöse Kontakte zu Buddhisten, Moslems und nestorianischen Christen gab. Der heutige Glaube der Mongolen ist eine Kombination aus Tengrismus und Buddhismus.

### Natur
Aufgrund der klimatischen Bedingungen mit ihren extremen Temperaturschwankungen war die Mongolei mit wenigen Ausnahmen kein Land, in dem sich Ackerbau und ein damit verbundenes sesshaftes Leben hätte entwickeln können.
Man konzentrierte sich auf die spezialisierte Viehzucht von Pferden und Schafen, die die Lebensgrundlage bildeten, alles andere stellte allenfalls einen Nebenerwerb dar. Aber mit Viehzucht konnte man keine großen Völker ernähren und folglich auch keine große Kultur hervorbringen. Die Nomaden Eurasiens wurden so von ihren Nachbarn als Barbaren betrachtet, wobei die Han-Chinesen sie in Rohe (feindliche) und Gekochte (freundliche) Barbaren unterschieden.
Es gab kleinere Zentren des Weizen- und Hirseanbaus. Darüber hinaus wurden an mehreren Stellen im Gebiet von Tuwa Ruinen von Städten der Samojeden und Uiguren entdeckt. Auch im Ordos-Gebiet gab es unter chinesischem Einfluss kleinere Städte. Salz, Kohle, Gold und Silber wurden gelegentlich abgebaut. Ferner verfügte man über versklavte chinesische Handwerker zur Herstellung von Waffen und Webwaren.

### Nomaden

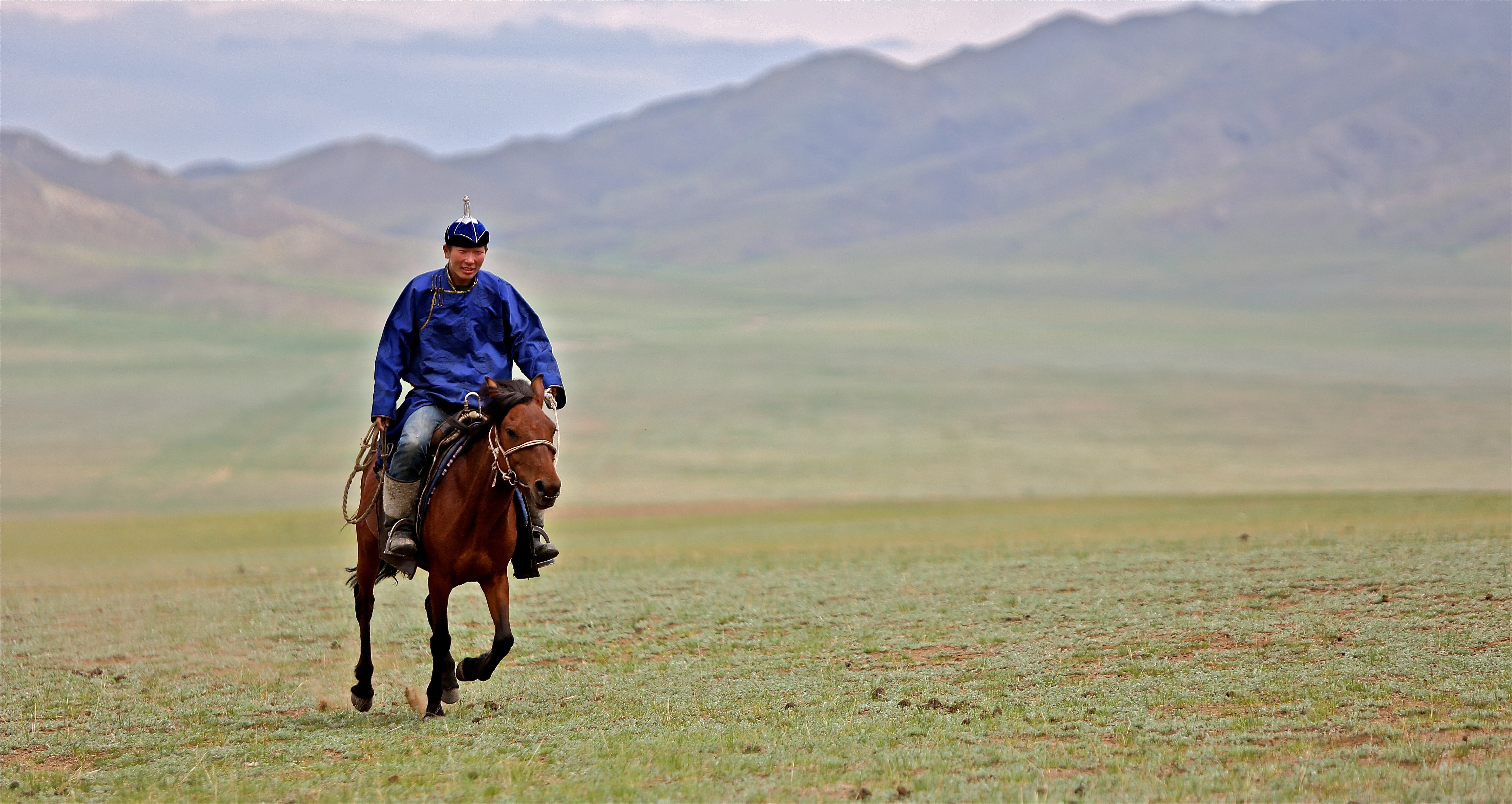
Reiter in der Mongolei, 2012

Bis in die Neuzeit kannten die innerasiatischen Nomaden keine Grenzen. Sie waren aufgrund weidewirtschaftlicher Erfordernisse zu ständigen Ortswechseln gezwungen. War die wirtschaftliche Situation aufgrund von Kälteeinbrüchen, Trockenheit oder zu großem Bevölkerungswachstum schlecht, schlossen sie sich zusammen und griffen die Nachbarländer an, um sich dort zusätzliche Nahrungsmittel, Weidegründe und Kulturgüter zu beschaffen. Die Nomaden lebten so in ständiger innerer Unruhe.
Das Hauptziel der Stämme in der heutigen Mongolei, Mandschurei und an der Grenze zu Tibet war das reiche China. Wähnte man sich stark genug, so griff man das Land an. Erwies sich China als ein zu starker Gegenspieler, so wich man nach Westen und auf die Länder an der Seidenstraße aus.
Die Nomaden waren mit ihrer hochspezialisierten Nomadenwirtschaft auf den Handel zur Beschaffung fehlender Güter angewiesen, die sie wie viele Eisenwaren nicht selbst herstellen konnten. Deshalb schützten ihre Khane in aller Regel den Handel und die meist muslimischen Händler. Beschränkungen des Handels, wie sie von China im 15. und 16. Jahrhundert als politisches Druckmittel verwendet wurden, waren ein Kriegsgrund.

## Vor- und Frühgeschichte
Vor 500.000 Jahren war das Territorium der heutigen Mongolei von Homo erectus besiedelt. Dies belegen Funde von primitiven Werkzeugen aus Stein. Damals war das Klima milder als heute. Die Berge waren mit Laub- und Nadelwäldern bedeckt. Auf den saftigen Wiesen lebten Antilopen und Mammuts.
Im Tal des Flusses Tolbor, einem Nebenfluss der Selenga, wurden in der Fundstelle Tolbor-16 annähernd 45.000 Jahre alte Steinwerkzeuge entdeckt, die ältesten Belege für die Anwesenheit der anatomisch modernen Menschen (Homo sapiens) auf dem Gebiet der heutigen Mongolei. Das älteste Fossil des anatomisch modernen Menschen, das in der Mongolei gefunden wurde, ist der rund 34.000 Jahre alte Salkhit-Schädel.
Aus der späteren Steinzeit, also von vor 40.000 bis 12.000 Jahren, stammen Höhlenmalereien in der Provinz Chowd. Das Land war damals von Mammuts, Nashörnern, Hirschen, Bisons, Eseln und Antilopen besiedelt. Im Mesolithikum, etwa vor 12.000–7000 Jahren, begann man, Pfeil und Bogen zu benutzen und Haustiere zu halten. Es wird auch vermutet, dass Menschen der Region über die damals existierende Landbrücke in die Beringstraße nach Nordamerika wanderten.
Die ersten schriftlichen Belege stammen aus chinesischen Chroniken. Sie bezeugen die Feindschaft zwischen den zwei Völkern und beschreiben die Mongolen wie Wölfe und Barbaren, deren einziges Ziel es war, chinesische Vorräte zu rauben. Man darf davon ausgehen, dass die Vorgänger der Mongolen damals eine primitive Form von Landwirtschaft betrieben und dass es Handelsbeziehungen mit anderen Völkern gab, da Geschirr aus Nephrit gefunden wurde, wofür das Rohmaterial im weiteren Umkreis der Fundstätte nicht zu finden ist.
In der Bronzezeit, etwa 2500 v. Chr. bis 1000 v. Chr., entwickelte sich die Kultur der Region aufgrund der zahlreich vorhandenen Lagerstätten an Kupfer in der Mongolei schnell. Zur gleichen Zeit kühlte das Klima jedoch weiter ab, so dass es zu kalt wurde, um Ackerbau zu betreiben, wodurch die Menschen hier endgültig zu viehzüchtenden Nomaden wurden. Kunstgegenstände, die aus dieser Zeit stammten, belegen, dass Pferde, Ziegen und Schafe in der Gesellschaft bereits damals eine große Rolle spielten.
Im dritten Jahrhundert v. Chr. fiel der Stamm Xiongnu in den südlich gelegenen chinesischen Staaten ein (→ archäologische Fundstätte Bayan bulag). Sie wurden erfolgreich zurückgeschlagen, und als Antwort auf die häufigen mongolischen Einfälle begann Kaiser Qin Shihuangdi mit dem Bau der Chinesischen Mauer, indem er bereits vorhandene Befestigungsmauern verband und ausbaute. Die Völker aus der Steppe, wie die Xianbei, die Tuoba und die Rouran, überwanden die Mauer jedoch wiederholt und plünderten die chinesischen Gebiete, zeitweise errichteten sie sogar ihre eigenen Reiche und akkulturierten sich.
Im 8. Jahrhundert übernahmen Turkvölker, vor allem die Uiguren die Vormachtstellung, im 10. Jahrhundert gründeten die Kitan die Liao-Dynastie, die bis 1125 überdauerte.

## Einigung der Stämme und Eroberung eines Weltreichs
Im 12. Jahrhundert gelang es Temüdschin, dem Sohn des Clanchefs der Kijat, die zahlreichen untereinander zerstrittenen mongolischen Stämme zu vereinigen und aus ihnen einen Staat zu formen, der es mit seinen mächtigen Nachbarn aufnehmen konnte. Temüdschin, der seinen Vater schon in seiner frühen Kindheit verlor, wurde mit seiner Familie von seinem Clan in der Steppe ausgesetzt. Nachdem er seinen älteren Stiefbruder getötet hatte, wurde er zum Führer seiner Familie, die Verbindungen mit anderen jungen Männern und Clans einging und schwang sich durch Geschick, Großzügigkeit und Gewalt zum Führer aller Mongolen auf.
Um das Jahr 1206 wurde er unter dem Titel Dschingis Khan als Führer aller Mongolen anerkannt. Das ihm verliehene Hoheitszeichen, die weiße Standarte, steht noch heute zusammen mit neun weiteren Standarten für die damaligen Kernstämme des Reiches als Symbol des heutigen mongolischen Staates im mongolischen Parlament. Er stellte eine mächtige Armee auf, zu der mit wenigen Ausnahmen alle Männer zwischen 15 und 70 Jahren verpflichtet wurden, wobei er darauf bedacht war, in allen Gruppen Männer verschiedener Stämme zusammenzufassen. Neu war auch eine streng hierarchische Organisation der Armee und die Spezialisierung der Soldaten. Er gab seinem Reich auch eine einheitliche Schrift und ein einheitliches Gesetz (Jassa). Zur Etablierung einer Zentralgewalt gründete er die neue Hauptstadt Karakorum.
Das von Dschingis Khan erlassene Gesetzbuch Jassa beinhaltete traditionelle mongolische Gesetze, wurde jedoch um neue Gesetze, die die Erweiterung des mongolischen Reiches verlangten, ergänzt. Die Gesetze sahen Strafen für Lügner vor, verlangten die Rückgabe verlorenen Eigentums, beschränkten den Alkoholgenuss und errichteten ein soziales Sicherheitsnetz für die Hinterbliebenen getöteter mongolischer Krieger. Eine weitgehend einheitliche Rechtsordnung trug wesentlich zur Pax Mongolica vom späten 12. Jahrhundert bis ins 14. Jahrhundert bei.
Im Spannungsfeld zwischen einem zentralen Einheitsstaat und dezentralen Teilreichen kam es ab Kublai Khan zur Teilung des Mongolischen Reiches.

## Dunkle Epoche

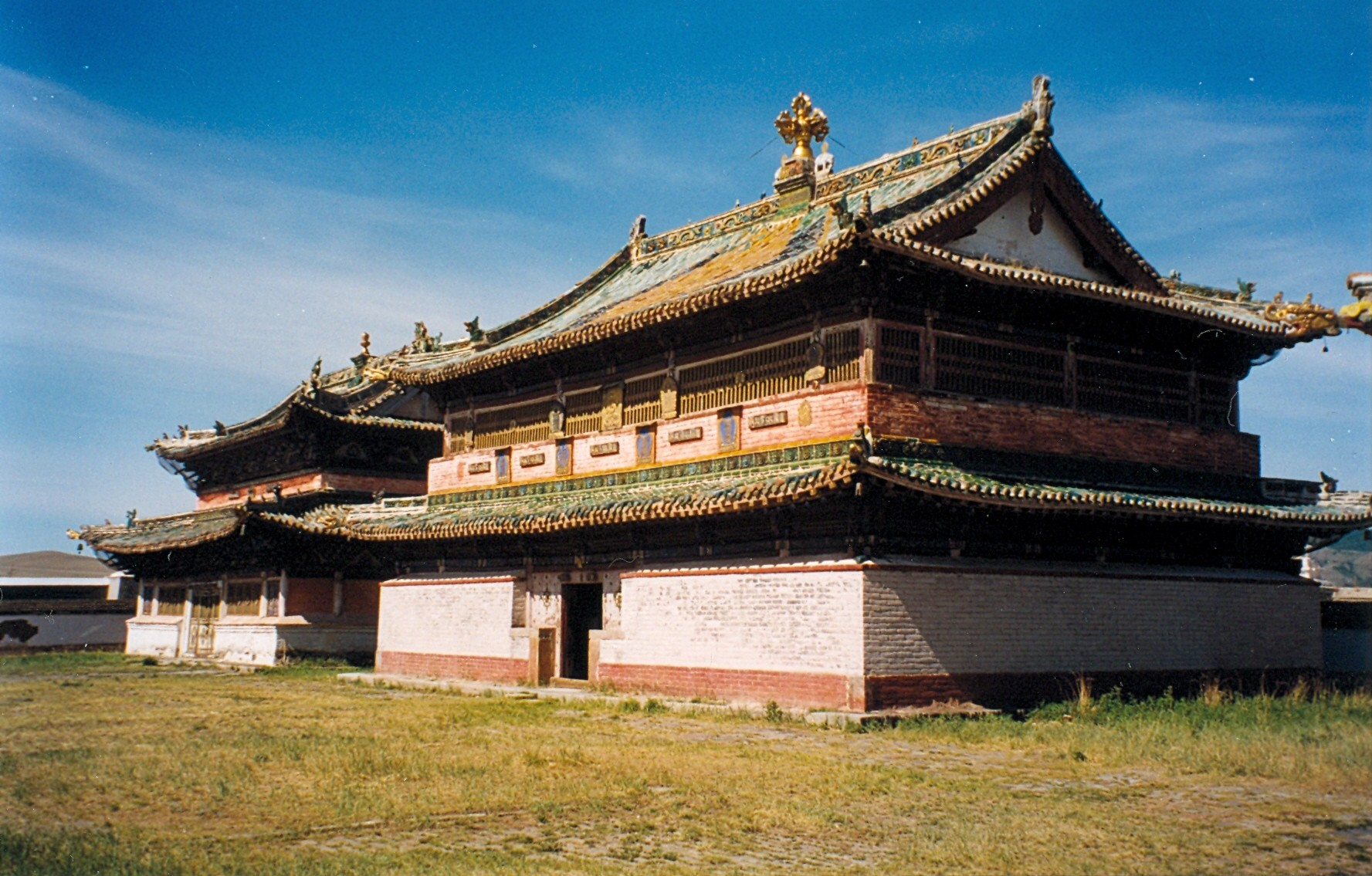
Tempel im Kloster Erdene Dsuu, das von Altan Khan gegründet wurde

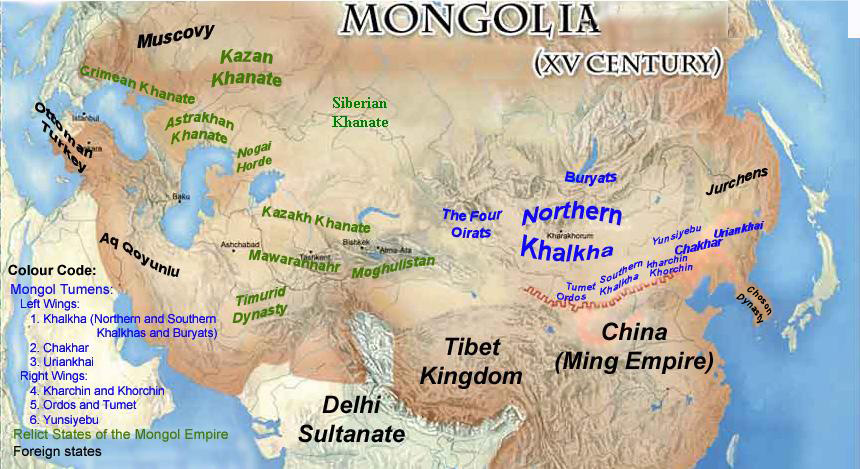
Reste des Mongolenreiches (brauner Hintergrund) vor 1500. Grüne Schrift: Nachfolgestaaten, alle inzwischen turksprachig und (außer dem Khanat Sibir) auch islamisiert. Blaue Schrift: Mongolische Stammesverbände, "The Four Oirats" steht für "Dörben Oirat". Schwarze Schrift: andere Staaten und Völker.

Die mongolische Yuan-Dynastie in China wurde 1271 durch Dschingis Khans Enkel Kublai Khan proklamiert und dauerte bis 1370, als sie durch die Ming-Dynastie ersetzt wurde. Die Yuan flohen nach Norden, gaben aber ihre Ansprüche gegenüber den Ming nie auf. Sie wurden nun Nördliche Yuan genannt. Die Ming bedrängten sie und schlugen sie 1388 in einer Schlacht beim See Buir Nur: 70.000 Mongolen wurden gefangen genommen und die Hauptstadt Karakorum wurde zerstört. Die Ostmongolen wurden geschwächt, was den Aufstieg der westmongolischen Oiraten begünstigte.
Wie vor der Zeit Dschingis Khans griffen die mongolischen Stämme nun immer wieder das chinesische Kaiserreich an, was die Herrscher der Ming-Dynastie bewog, die chinesische Mauer weiter auszubauen und zu verstärken. Kriegerische Zeiten wechselten mit friedlichen. Es begannen zahlreiche, durch China angestachelte Kämpfe der mongolischen Stämme untereinander.
1412 wurde der von den Oiraten abhängige Delbeg Khan Großkhan der Nördlichen Yuan. In dieser Zeit erlitten die Oiraten eine Niederlage gegen die Ming und Adai Khan konnte erst die östlichen und dann die zentralen Gebiete der Mongolei vereinen. Im Ringen um die westlichen, oriatischen, Gebiete hatte er keinen abschließenden Erfolg; da die Oriaten aber einige Jahre keinen Khan hatten, war er zu dieser Zeit der einzige Khan der Mongolen. 1425 wurde er Großkhan.
Die Ming betrachteten dies als Bedrohung und unterstützten nun wiederum die Oiraten. 1430 erlitt Adai Khan eine entscheidende Niederlage, 1438 wurde er von den Oiraten getötet.
Nun gewannen wieder die Oiraten die Oberhand und Esen Tayishi konnte seine Herrschaft auf die ganze Mongolei ausdehnen, 1449 fiel er in China ein, 1453 ernannte er sich zum Khan, doch schon im Folgejahr wurde er ermordet.
Es begann ein erneutes Ringen um die Vorherrschaft: 1475 konnte Manduul Khan sich gegen die meisten Khane durchsetzen, bis er 1478 ermordet wurde. Manduuls Tochter Manduchai setzte ihren minderjährigen Sohn Dayan Khan als neuen Khan ein, in der Folgezeit konnten die mongolischen Stämme wieder geeint werden.
Dayan Khan organisierte die Ostmongolen in zwei Flügel mit jeweils 3 Tümen, insgesamt also 6 Tümen (Tümen bedeutet Zehntausend). Diese Einteilung bezog sich sowohl auf militärische als auch auf administrative Aspekte. 1517 wird als Höhepunkt Dayans Herrschaft angesehen, als er mit einer Armee bis Peking zog. 1542, kurz vor seinem Tod, besiegte er ein letztes Mal chinesische Truppen.
Während der Herrschaft von Daraisung Guden Khan (1547–57) wuchs die Macht des Altan Khan, der eigentlich nur den Ostflügel führte. In dieser Zeit begann der tibetische Buddhismus zur Staatsreligion der Mongolen zu werden. Tümen Zasagt Khan gelang es während seiner Herrschaft 1558–92 ein letztes Mal alle Mongolen zu vereinen. Danach schwand die Einigkeit unter den Mongolen.
Im Ringen zwischen den beiden bedeutendsten mongolischen Stämmen wichen die (westmongolischen) Oiraten vor den (ostmongolischen) Chalcha zurück und zogen ab 1610 nach Westen und Süden. Es entstanden neue oiratische Khanate: 1640 gründete Khungtaidschi Batur  das Dsungarische Khanat, 1642 Gushri Khan das Choschuten-Khanat.
Im Osten kämpfte Ligdan Khan ab 1619 erfolglos gegen den wachsenden Druck der Mandschu unter Nurhaci und Hung Tayiji. Er verlor den Rückhalt vieler ostmongolischer Stämme, musste mit seinem Stamm, den Chakhar, fliehen und starb 1634. Die mongolischen Chakhar schlossen sich darauf den mandschurischen Jurchen an.

## Während der Qing-Dynastie
Die Mandschu gewannen weiter an Macht, 1644 vertrieben sie in China die Ming-Dynastie und gründeten die Qing-Dynastie. 1696 schlugen sie einen Vorstoß des Dsungarischen Khanats zurück, 1717 zerstörte Tsewangrabtan, Khan des Dsungarischen Khanats das benachbarte Choschuten-Khanat, 1755–58 besiegten die Mandschu ihrerseits das Dsungarische Khanat und richteten zum Verhindern von Aufständen ein Massaker unter den Dsungaren an.
Im 16./17. Jahrhundert entstanden aus der Verschmelzung älterer Mongolengruppen die Chalcha-Mongolen. Diese Gruppen spielten eine wichtige Rolle bei der Bildung des chinesisch-mongolischen Großreiches unter der Qing-Dynastie. Der Niedergang dieses Reiches begann im 19. Jahrhundert mit dem sich ausbreitenden europäischen Kolonialismus. 1911 kam es im Zuge der Xinhai-Revolution zum Sturz des letzten Kaisers.

## An der Schwelle zur Moderne
Mit der immer weiteren Ausdehnung der Zivilisation ging der Einfluss der nomadischen Lebensweise zurück und wurde zu einem historischen Anachronismus. Nach dem Untergang der chinesischen Mandschu-Dynastie begann 1911 die langwierige Bildung der modernen Mongolei, die Beseitigung des Feudalismus und der jahrhundertelangen Rückständigkeit.
Dabei löste sich die Äußere Mongolei gleichzeitig von China, da sich die aufständischen Khalka-Mongolen ohnehin nur der herrschenden Mandschu-Dynastie verpflichtet gefühlt hatten. In der Inneren Mongolei lagen die Dinge anders. Hier verfügten einflussreiche mongolische Adlige über Grundbesitz in China, speziell der Region von Peking, so dass die dortigen Unabhängigkeitsbestrebungen von Yuan Shikai blutig unterdrückt werden konnten. Und die Burjaten am Baikalsee gehörten längst zur russischen Einflusssphäre.
Die Khalka nominierten am 28. September 1911 den buddhistischen Lama Dschebtsandampa unter dem Titel Bogd Gegeen als neues Staatsoberhaupt. Er sollte mit einer kurzen Unterbrechung bis zu seinem Tod 1924 das nominelle Staatsoberhaupt bleiben, unter dem blutigen baltischen Abenteurer Roman von Ungern-Sternberg (hingerichtet 1921) und seinen Kosaken 1920/21 ebenso wie unter den Kommunisten Damdin Süchbaatars (1921–1923). Inzwischen arbeitete die internationale Diplomatie, 1912 kam es zu einem russisch-chinesischen Abkommen über die Mongolei.

Flagge der Mongolischen Volksrepublik (1949–1992)

Analog dazu setzten sich 1912 3000–5000 Mongolen mit 1000 russischen Gewehren nach Chowd (Kobdo) in Marsch. Die Chinesen mussten abziehen; nur 580 von dort ansässigen 5000 Chinesen überlebten die Kämpfe und die anschließende Flucht. Gleichzeitig mit ihnen gingen der Mongolei die Arbeiter in den Goldbergwerken verloren und die Bauern für Gemüse, Mehl und Getreide da die Mongolen nicht den Willen und die Fähigkeiten hatten, sie zu ersetzen. Allerdings wurden alle Schulden bei Chinesen annulliert, zuvor ein drückendes Problem der Mongolen.
Dieser Unabhängigkeitsprozess setzte sich nach einem von Baron Sternberg beendeten chinesischen Zwischenspiel (1918/19) unter kommunistischen Vorzeichen und dem Einfluss der Sowjetunion fort (1921–1924). Aufgrund der Unterstützung Sowjetrusslands für die Mongolische Revolutionäre Volksarmee konnte die Mongolei nach 1921 ihre Unabhängigkeit gegenüber dem ökonomisch und militärisch weit überlegenen China, aber auch im Zweiten Weltkrieg gegenüber Japan behaupten.

## 20./21. Jahrhundert
Der 13. Dalai Lama besuchte 1905 Yeke küriye khota, (Urga, heute Ulan Bator) entgegen dem Verbot der Qing-Regierung. Japan erhielt 1905 die Konzession zum Bau der südmandschurischen Eisenbahn, die 1909 Kalgan erreicht. Das Verbot für Han-Chinesen, in den Mongolengebieten zu siedeln, wurde 1906 aufgehoben, mongolisch-han-chinesische Heiraten werden legal. Russland und Japan schließen im Juli 1907 ein Geheimabkommen ab und grenzen ihre Interessensphären in der Mongolei ab. Mit dem Sturz der Mandschu-Dynastie im Jahre 1911 und der späteren Ausrufung der Chinesischen Republik trennt sich die Mongolei von China und erlangt seine Eigenstaatlichkeit. Starke Anlehnung an Russland (Schutzmacht gegen China). Am 30. Dezember 1911 nimmt der 8. Dschebtsundampa als Staatsoberhaupt der Autonomen (Äußeren) Mongolei den Titel Boghdo Gegen Khan (Heiliger erleuchteter Herrscher) an. In China wurde im Februar 1912 die Republik ausgerufen, sie erhob formell Anspruch auf die mongolischen Gebiete, faktisch entsteht ein Machtvakuum. In St. Petersburg legen Russland und Japan am 8. Juli 1912 die Grenzen ihrer Interessenssphären in der Inneren Mongolei in einem Geheimvertrag am 116. Längengrad fest. Am 21. Oktober 1912 kommt es zum Russisch-Mongolischen Abkommen. Der Freundschafts- und Bündnisvertrag zwischen der Mongolei und Tibet wurde am 4. Februar 1913 unterzeichnet: Er beinhaltet die gegenseitige Unabhängigkeit und Anerkennung. Der Vertrag von Kjachta wird am 25. Mai 1915 unterzeichnet. Japan und China schließen 1915 den Vertrag über die Süd-Mandschurei und Ost-Mongolei ab. China nutzt die Schwäche Russlands und besetzt in den Jahren 1918 und 1919 die Mongolei. Der einstige zaristische Offizier Roman von Ungern-Sternberg vertreibt 1920/1921 die Han-Chinesen und wird seinerseits von den kommunistischen Revolutionären besiegt.
Die Äußere Mongolei erklärt am 10. Juli 1921 ihre Unabhängigkeit. Die Innere Mongolei bleibt Teil Chinas. Die Mongolei schließt im November 1921 mit Russland einen Freundschafts- und Beistandsvertrag. Am 26. November 1924 kommt es zu einer Proklamation der Mongolischen Volksrepublik. Das kommunistische Regime unter der Regierung der Mongolischen Revolutionären Volkspartei (MRVP) betreibt eine enge Anlehnungspolitik an die Sowjetunion.
Während der Stalinistischen Säuberungen 1937/38 wurden etwa 38.000 Mongolen ermordet, darunter fast die gesamte Intelligenz des Landes und ca. 18.000 buddhistische Mönche. Die buddhistischen Klöster der Mongolei mit ihren wertvollen Kulturgütern und Bibliotheken wurden fast alle unwiederbringlich zerstört.
Die traditionelle nomadische Viehwirtschaft wurde an den Rand gedrängt, was jedoch große wirtschaftliche Probleme verursachte. Seit 1945 gibt es einen starken Aufschwung der industriellen Produktion (Öl, Kohle, Wolle, Fleisch, Leder) sowie einen planmäßigen Anbau und Export von Getreide.
Die Republik China erkannte 1945 die Mongolische Volksrepublik an. Die zu China gehörende Innere Mongolei wurde 1947 ein Autonomes Gebiet. Seit 1950 gibt es eine Verbesserung der mongolisch-chinesischen Beziehungen. 1960 wurde eine neue Verfassung und Erhebung des Großen Hural (Staatsrat) zum obersten Staatsorgan aufgesetzt. Die Volksrepublik China stellte 1969 Gebietsforderungen an die Mongolei. Ab 1974 wurden diplomatischer Beziehungen zwischen der Mongolei und der Bundesrepublik Deutschland aufgenommen. Im Jahre 1980 traf man ein Abkommen mit der Sowjetunion über den gemeinsamen Grenzverlauf. 1987 wurden diplomatische Beziehungen zu den USA aufgenommen.
Nach massiven Demonstrationen für mehr Demokratie trat im März 1990 das Politbüro der kommunistischen MRVP zurück. Eine Verfassungsänderung ermöglicht die Gründung neuer Parteien. Damit endet die kommunistische Einparteienherrschaft in der Mongolei. Es folgen Wahlen (Juli), Aufhebung des Einparteiensystems, Demokratisierung und Wendung zur Marktwirtschaft. Der Buddhismus, der von den Kommunisten unterdrückt wurde, wurde 1991 wiederbelebt. Die letzten sowjetischen Truppen verließen 1992 die Mongolei. Im Februar 1992 wurde eine neue Verfassung verabschiedet und die Bezeichnung »Volksrepublik« verschwand. Die ersten Wahlen nach Inkrafttreten der republikanischen Verfassung am 28. Juni 1992 entschied die inzwischen demokratisierte MRVP für sich.
Nach einer verheerenden Dürre im Jahre 1999 und einem sehr strengen Winter erlebt die landwirtschaftliche Produktion einen katastrophalen Einbruch. In den Parlamentswahlen vom Juli 2000 gewinnt die seit 1996 oppositionelle ex-kommunistische MRVP 72 der 76 Sitze im »Großen Hural« (Parlament), wo sie zuvor mit nur 26 Sitzen vertreten war. Die Mongolei erhielt 2004 als erster Staat einen Beobachterstatus bei der Shanghaier Organisation für Zusammenarbeit (SCO). Zur Präsidentenwahl im Mai 2005 standen mit je zwei ehem. Regierungschefs und Industriellen sogar vier angesehene Persönlichkeiten zur Wahl. Hauptthemen des Wahlkampfs war die Marktwirtschaft und der Kampf gegen Arbeitslosigkeit und Korruption; letztere wurde allerdings beiden Politikern nachgesagt.
Im Juli 2008 kam es nach Parlamentswahlen in der Hauptstadt Ulan Bator zu Ausschreitungen mit Verletzten und Toten. Sie brachen aus, als die unterlegene Demokratische Partei die MRVP des Wahlbetruges bezichtigte. Internationale Beobachter hielten die Wahl jedoch für fair und korrekt.
Heute ist die mongolische Demokratie stabiler als in den anderen Staaten Zentralasiens. Der Übergang von Plan- zu Marktwirtschaft war von vielen Problemen begleitet, und auch heute lebt trotz zeitweise starken Wirtschaftswachstums etwa ein Drittel der Bevölkerung in Armut.